# Luigi Maffeo
Luigi Maffeo (* 24. Dezember 1915 in Occhieppo Superiore, Provinz Biella, Italien; † 7. Mai 1971 in Biella) war ein italienischer Geistlicher und römisch-katholischer Militärerzbischof von Italien.

## Leben
Luigi Maffeo studierte Philosophie und Katholische Theologie am Priesterseminar in Biella. Er empfing am 26. Juni 1938 das Sakrament der Priesterweihe.
Anschließend war Maffeo als Pfarrvikar in Lessona tätig, bevor er 1940 Privatsekretär des Bischofs von Biella, Carlo Rossi, wurde. 1942 wurde Luigi Maffeo diözesaner Assistent der katholischen Jugend und Subregens des Priesterseminars von Biella. Von 1945 bis 1955 war er Regens des Priesterseminars von Biella und von 1955 bis 1960 Rektor der Wallfahrtskirche von Oropa. Anschließend war er als Vizeoffizial am Kirchengericht für die Kirchenregion Piemont tätig, bevor er am 2. Oktober 1965 Pfarrer der Pfarrei San Paolo in Biella wurde.
Am 16. Januar 1966 ernannte ihn Papst Paul VI. zum Titularerzbischof von Castellum in Numidia und zum Militärerzbischof von Italien. Der Bischof von Biella, Carlo Rossi, spendete ihm am 6. März desselben Jahres die Bischofsweihe; Mitkonsekratoren waren der Erzbischof von Changsha, Secondino Petronio Lacchio OFM, und der Bischof von Pavia, Carlo Allorio.